# Perchloroéthylène
Le perchloroéthylène ou tétrachloroéthylène est un composé chimique de formule Cl2C=CCl2. Ce solvant est parfois appelé « perchloréthylène », ou simplement « perchlo ».
Ce composé organique volatil (COV) est surtout utilisé pour le nettoyage à sec de tissus et pour dégraisser des métaux. Il figure sur la liste des cancérogènes du groupe 2A du CIRC et peut causer des troubles neurologiques, rénaux et hépatiques.

## Propriétés
À température ambiante, ce liquide n'est ni inflammable ni explosif. Il s'évapore facilement dans l'air et émet une odeur âcre. Le seuil de détection du perchloroéthylène dans l'air est d'environ 1 ppm (partie par million).
Le perchloroéthylène est quasiment insoluble dans l'eau mais miscible dans la plupart des solvants organiques. Il est lipophile et dissout des substances telles que graisses, huiles ou résines.
Sa température de fusion est de −22 °C et sa température d'ébullition de 121 °C.
Il peut réagir violemment avec les métaux alcalins ou alcalino-terreux, les alcalis (soude et potasse) et l'aluminium.

## Historique
Le perchloroéthylène est synthétisé pour la première fois en 1839 par Henri Victor Regnault, en chauffant de l'hexachloroéthane jusqu'à ce qu'il se décompose en perchloroéthylène et en dichlore (Cl2).

## Production
La majorité du perchloroéthylène est produit à partir de l'éthylène en passant par le 1,2-dichloroéthane. Quand du 1,2-dichloroéthane (ClCH2-CH2Cl) est chauffé à 400 °C avec du dichlore, du perchloroéthylène est formé selon la réaction suivante :
ClCH2-CH2Cl + 3 Cl2 → Cl2C=CCl2 + 4 HCl.
Cette réaction peut être catalysée par un mélange de chlorure de potassium et de chlorure d'aluminium, ou par du charbon actif. Le trichloroéthylène est le principal sous-produit de cette réaction. Le perchloroéthylène et le trichloroéthylène, qui est également un solvant commercialisé, sont collectés ensemble puis séparés par distillation.
Il existe un autre procédé d'obtention moins courant à partir d'hydrocarbures légers partiellement chlorés, sous-produits de processus chimiques. Quand ces composés sont chauffés en présence de dichlore en excès, ils donnent un mélange de perchloroéthylène, de tétrachlorométhane et de chlorure d'hydrogène.

## Utilisation
En général, le perchloroéthylène est utilisé comme solvant. La plupart des composés organiques se dissolvent dans le perchloroéthylène. Le perchloroéthylène est le solvant le plus couramment utilisé pour le nettoyage à sec. Il sert aussi à dégraisser les pièces métalliques dans les industries automobile et métallurgique. On le trouve également dans quelques produits de consommation comme des solvants pour la peinture ou pour enlever les taches.
Le perchloroéthylène servait comme matière première pour la fabrication de réfrigérants aux chlorofluorocarbures (CFC ou Fréon) avant leur interdiction totale en 2010 pour cet usage en vertu du Protocole de Montréal. Il est toujours utilisé comme matière première pour la synthèse d'hydrocarbures fluorés et de polymères fluorés.
Un autre usage est la régénération de catalyseurs dans l'industrie pétrolière. Un bain de perchloréthylène peut également être utilisé dans la restauration de films par tirage par immersion.

### Effets sur la santé
Dans l'Union européenne, le perchloréthylène est classé comme « nuisible à la santé » et « dangereux pour l'environnement ». Il figure dans la Catégorie 3 des cancérogènes [Substance préoccupante pour l'homme en raison d'effets cancérogènes possibles. Des études appropriées ont fourni des éléments mais ils sont insuffisants pour classer la substance dans la catégorie 2 (preuves insuffisantes)] avec la phrase de risque R40 (Effet cancérogène suspecté - preuves insuffisantes). Il figure sur la liste des cancérogènes du groupe 2A du CIRC, qui inclut les produits probablement cancérigènes pour l'homme. Le CIRC s'est basé sur des résultats de cinq études de cohorte dont deux seulement concernaient des sujets exposés uniquement au perchloroéthylène. Toutefois les facteurs de confusion (tabac, alcool, facteurs psychosociaux) n'ont pas été pris en compte dans ces études, ce qui limite la portée de ces résultats. Il est aussi inclus, en France, dans le tableau 12 RG des maladies professionnelles
Le perchloroéthylène est absorbé par inhalation, par voie orale et par la peau quand il est sous forme liquide. Il est toxique pour le système nerveux et le rein. L'exposition au perchloroéthylène peut causer une irritation des voies respiratoires et des yeux, des vertiges, nausées, maux de tête et pertes de mémoire, une somnolence et cela peut aller jusqu'à la perte de connaissance et la mort. Un cluster de cancer (leucémie et autres), impliquant des composés organiques volatils dégagés par une entreprise de nettoyage à sec, dont du trichloréthylène, du 1,2-dichloroéthylène, du perchloroéthylène, du dichlorométhane et du chlorure de vinyle, a été découvert à Camp Lejeune, en Caroline du Nord.
Selon le docteur Dolores Malaspina, directrice du département de psychiatrie de la New York University School of Medicine, il serait aussi un facteur schizophrénique : selon elle, les enfants exposés à du perchloroéthylène du fait du travail de leurs parents dans des centres de nettoyage à sec auraient 3,5 fois plus de risque de développer des symptômes de schizophrénie. Aussi, selon le docteur Malaspina, il est possible que Cho Seung-hui, le tueur de Virginia Tech, ait été affecté par ce produit, ses parents ayant une entreprise de nettoyage à sec.
D'autre part, une étude menée en Suède auprès de 10 000 employés de pressings sur une période de 20 ans a récemment conclu qu’il n’y avait pas de lien de causalité entre une exposition prolongée au perchloroéthylène et l’apparition de cancers.
La Californie a interdit l'installation de nouveaux pressings utilisant le perchloroéthylène, produit qui devrait y être totalement retiré en 2023. 
Le Danemark a restreint les possibilités d'utilisation du perchloroéthylène pour le nettoyage à sec. 
L'UE a engagé une politique de réduction du risque et des émissions de perchloroéthylène avec la directive 1999/13/CE relative à la réduction des émissions de composés organiques volatils dues à l’utilisation de solvants organiques dans certaines activités et installations qui impose p. ex. une limite de 20 g·kg-1 de vêtements aux émissions de perchloroéthylène dans le nettoyage à sec, mais aucun pays de l'UE n'interdit l'usage du perchloroéthylène.
En France, 15 000 personnes seraient exposées, au travail, au « perchlo ». Les trois principales alternatives au perchloroéthylène sont le nettoyage au mouillé, l’utilisation de siloxanes (procédé GreenEarth), d’hydrocarbures et l’utilisation du dioxyde de carbone.
Lors de l'ouverture du hublot d'une machine d'ancienne génération de nettoyage à sec, les vapeurs de perchloroéthylène s'échappaient de la machine. Les personnes travaillant dans un pressing étaient exposées à ces vapeurs. Mais la norme NF EN ISO 8230 a permis de rendre le circuit fermé opérationnel à 99 %. Les vapeurs de perchloroéthylène seraient capables de traverser le béton et les planchers jusqu'à trois étages[réf. nécessaire].
Les pressings sont des ICPE (Installations Classées pour la Protection de l'Environnement), et les pouvoirs publics français font appliquer la réglementation qui les concerne. Si un pressing n'applique pas la rubrique 2345 des ICPE, les alentours peuvent être "contaminés et sont dangereux pour les passants, clients et voisins des pressings au perchloroéthylène <André Cicolella>". Cependant, les machines modernes de cinquième génération sont équipées de systèmes empêchant l'ouverture du hublot tant que le niveau de perchloroéthylène n'est pas descendu à une valeur où il ne présente plus aucun danger.
Le Réseau environnement santé dénonce au cours d'une conférence de presse le 16 février 2012 à Paris le danger de ce produit pour la santé. La profession a réagi en démontrant que l'utilisation contrôlée du perchloroéthylène en respectant la législation européenne ne présent aucun danger.
Il est recommandé de bien aérer les textiles qui ont été nettoyés à sec. En cas de contact du perchloroéthylène avec la peau ou les yeux, rincer à grande eau, appeler le centre antipoison et consulter un médecin.
La France met en place une interdiction progressive du perchloréthylène dans des pressings contigus à des locaux occupés par des tiers. À compter du 1er janvier 2022 au plus tard, toutes les machines situées dans des locaux contigus à des locaux occupés par des tiers ne pourront plus utiliser de perchloroéthylène.
Un recours devant le Conseil d’État a été déposé par la Fédération Nationale de l'Entretien du Textile (FNET), selon Le Parisien.

## Effets sur l'environnement
Le perchloroéthylène est dangereux pour l'environnement. Rejeté dans l'eau ou l'air, il se dégrade très lentement. Les machines de nettoyage à sec laissent échapper des vapeurs de perchloroéthylène dans l'air et produisent des boues chargées de perchloroéthylène qui peuvent être recyclées mais partent souvent dans les égouts. Rejeté dans l'eau, le perchloroéthylène perturbe le fonctionnement des stations d'épuration et est toxique pour les organismes aquatiques. Cependant, les solvants de substitution proposés en remplacement du perchloroéthylène ont des effets importants sur l'environnement. C'est le cas notamment des siloxanes (procédé GreenEarth) qui sont actuellement le solvant ayant l'impact le plus important sur l'environnement.[réf. souhaitée]
Ce solvant fait partie des composés organiques volatils (COV) : il intervient dans la production d'ozone dans la basse atmosphère, mais bien moins que d'autres solvants courants.

## Normes, seuils
En France, la valeur-guide de qualité de l'air intérieur (VGAI) mise à jour par l'AFSSET en 2010 est :
- 1 380 μg·m-3 pour les expositions de courte durée ;
- 250 μg·m-3 pour les expositions de longue durée.

L'observatoire de la qualité de l'air intérieur signalait en 2006 que le taux habituel dans l'air intérieur était de quelques μg.m−3, mais que des taux de plusieurs milliers de µg.m−3 ont été mesurés dans certains logements situés au-dessus de pressings.
Dans sa thèse de sociologie, intitulée Militants et riverains dans la dynamique des causes environnementales : approche sociologique des syndromes d'hypersensiblilité chimique (2015), Aymeric Luneau a décrit en détail le cheminement des alertes et des controverses autour du perchloroéthylène.

## Culture populaire
- Dans l'épisode 14 de la troisième saison de Stargate SG-1, une fuite de perchloroéthylène (appelée tétrachloroéthylène dans l'épisode) sert de couverture pour une invasion alien.

- Dans l'épisode 10 de la saison 16  (Ou la 15 selon le classement utilisé.) de la série d'animation American dad, le blanchisseur (Jeu de mots entre le métier de blanchisseur et la personne qui blanchit l'argent.) de "Del Monaco" le dealer de la famille, sniffe du tétrachloroéthylène, ce qui a pour effet de le rendre paranoïaque et de lui faire craindre une attaque de machine à laver.